# Érsekcsanád
Érsekcsanád község Bács-Kiskun vármegye Bajai járásában.

## Fekvése
Budapesttől 151 kilométerre délre fekszik a Duna mellett, Baja északi szomszédságában, a várostól 8 kilométerre. Területének túlnyomó része a folyó bal parti oldalán helyezkedik el, de hozzá tartozik a túlparthoz sokkal közelebb fekvő Veránka-sziget is.
További települési szomszédai: észak felől Sükösd, délkelet felől Csávoly, nyugat felől Decs, északnyugat felől pedig Őcsény (e két utóbbi a Duna túlpartján).
Csak közúton érhető el, északi és déli szomszédai felől egyaránt az 51-es főúton,

## Története

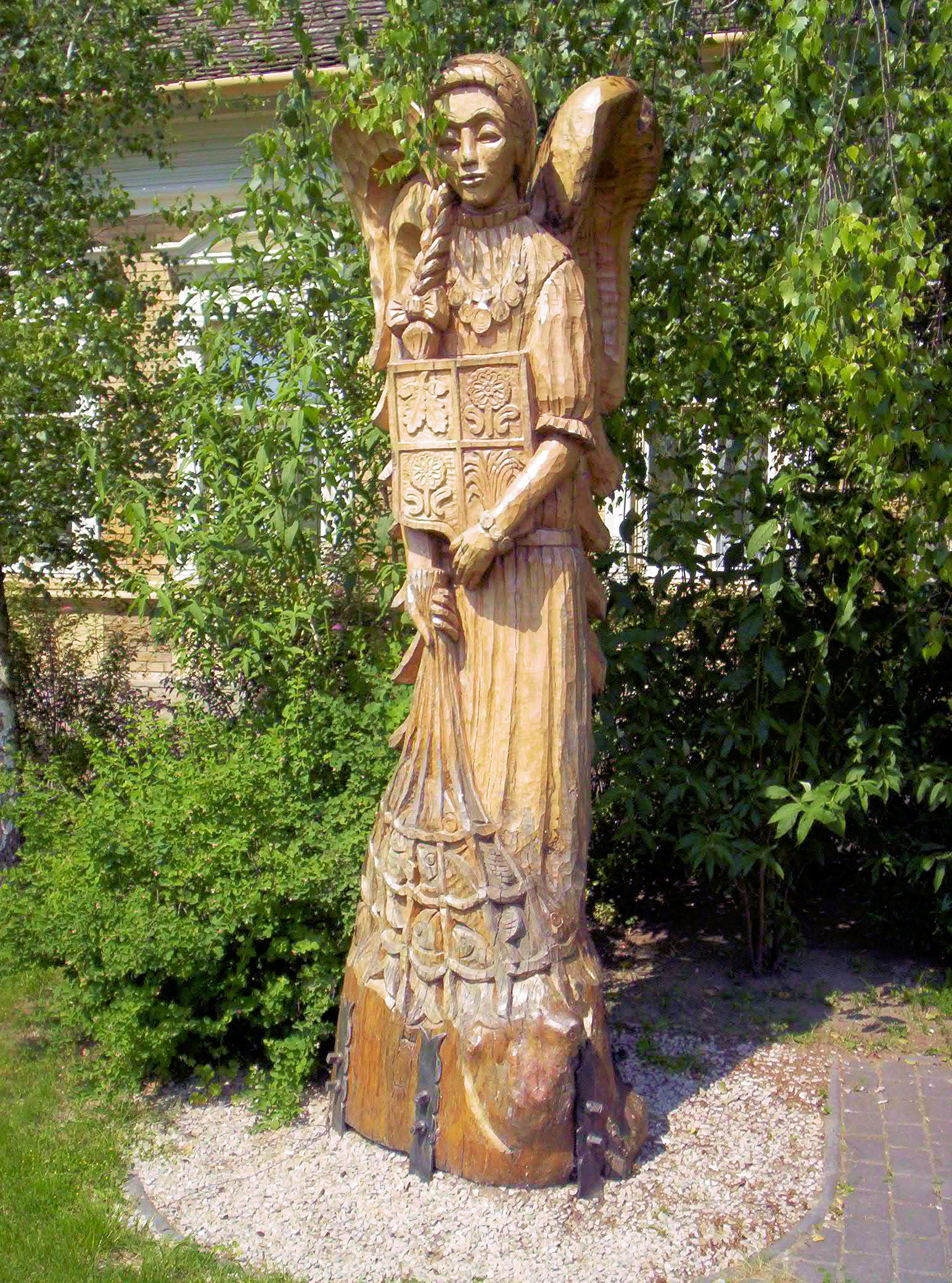
Védőangyal, Érsekcsanád címerével (Mónus György alkotása)

Érsekcsanád már a középkorban is a kalocsai érsek birtokai közé tartozott. A török időkben sem pusztult el teljesen, bár lakosai nagyon megfogyatkoztak. 1695-ben 1/4 portával volt megróva, 1715-ben 21, 1720-ban 43 adóköteles háztartást írtak össze itt.
A település a régi időkben egészen közel feküdt a Dunához; de ott az árvizek miatt folytonos veszélynek  volt kitéve, ezért 1806-ban átköltözött a jelenlegi helyére.
Érsekcsanád egyike azoknak a helyeknek, ahova a törökök kiűzése után magyarok költöztek.
Az itteni református egyház igen régi, papjainak névsorát egész 1650-ig tudja visszakövetni. Anyakönyvei 1760-ban kezdődnek. A református templom építését 1810-ben fejezték be. A római katolikus plébániát 1839-ben szervezték, anyakönyvei azonban már 1799-ben kezdődnek. Római katolikus temploma 1829-ben épült.
A kalocsai érsek 1848-ig volt a település földesura és az 1900-as évek elején is az érsekségnek voltak itt a nagyobb birtokai.
A 20. század elején Pest-Pilis-Solt-Kiskun vármegye Kiskőrösi járásához tartozott.
1910-ben 1947 lakosából 1939 magyar volt. Ebből 514 római katolikus, 1313 református, 17 izraelita volt.
Érsekcsanádon a néprajzi kutatások szerint még a 20. század elején is élt a fehér gyász szokása, itt még ekkor is sáfrányos ravatalon, sáfránnyal sárgított halotti ruhába öltöztették az idős embereket.

## Idegen elnevezései
Horvátul két neve létezik. A bajaszentistváni horvátok Čenadnak, а hercegszántói horvátok Čanadának hívták.

## Közélete

### Polgármesterei
- 1990–1994: Felső István (MDF)[4]
- 1994–1998: Felső István (MDF-KDNP-FKgP)[5]
- 1998–2002: Felső István (MDF-Fidesz-FKgP)[6]
- 2002–2006: Felső István (MDF-Fidesz)[7]
- 2006–2010: Felső Róbert (független)[8]
- 2010–2014: Felső Róbert (független)[9]
- 2014–2019: Felső Róbert (független)[10]
- 2019–2024: Felső Róbert (független)[11]
- 2024– : Felső Róbert (független)[1]

## A vallások megoszlása
|                         | 1785    | 1818    | 1833    | 1870    | 1915    |
| ----------------------- | ------- | ------- | ------- | ------- | ------- |
| Református vallású      | 1136 fő | 1392 fő | 1683 fő | 1610 fő | 1429 fő |
| Római katolikus vallású | 152 fő  | 203 fő  | 211 fő  | 315 fő  | 432 fő  |
| Zsidó vallású           | -       | -       | -       | 30 fő   | 23 fő   |

## Népesség
A település népességének változása:
| Lakosok száma | 2830 | 2805 | 2765 | 2809 | 2771 | 2773 | 2772 |
|               | 2013 | 2014 | 2018 | 2021 | 2022 | 2023 | 2024 |

A 2011-es népszámlálás során a lakosok 85,7%-a magyarnak, 2% cigánynak, 0,8% horvátnak, 4,9% németnek, 0,3% románnak mondta magát (14,1% nem nyilatkozott; a kettős identitások miatt a végösszeg nagyobb lehet 100%-nál). A vallási megoszlás a következő volt: római katolikus 42,4%, református 13,3%, evangélikus 0,1%, görögkatolikus 0,1%, egyéb felekezet (főleg baptista és nazarénus) 17,8%, felekezeten kívüli 7% (19,2% nem nyilatkozott).
2022-ben a lakosság 89,6%-a vallotta magát magyarnak, 4% németnek, 1,1% cigánynak, 0,6% németnek, 0,4% horvátnak, 0,4% románnak, 0,1%-0,1% ukránnak, lengyelnek, szerbnek és szlováknak, 1,7% egyéb, nem hazai nemzetiségűnek (9,6% nem nyilatkozott; a kettős identitások miatt a végösszeg nagyobb lehet 100%-nál). Vallásuk szerint 32,1% volt római katolikus, 9,6% református, 0,3% evangélikus, 17% egyéb keresztény, 0,4% egyéb katolikus, 9,3% felekezeten kívüli (31,3% nem válaszolt).

## Nevezetességei

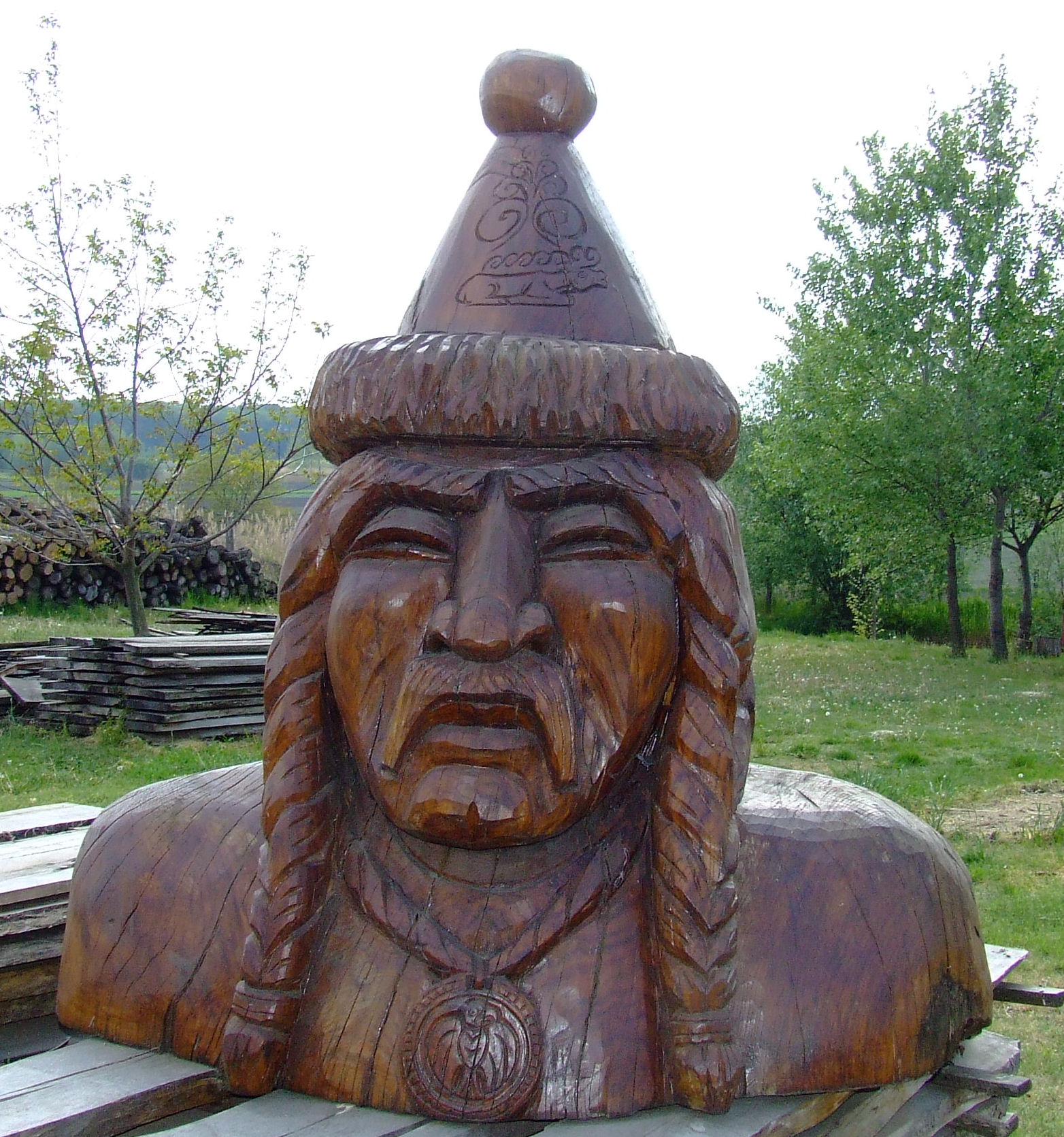
Csanád vezér (Mónus György alkotása)

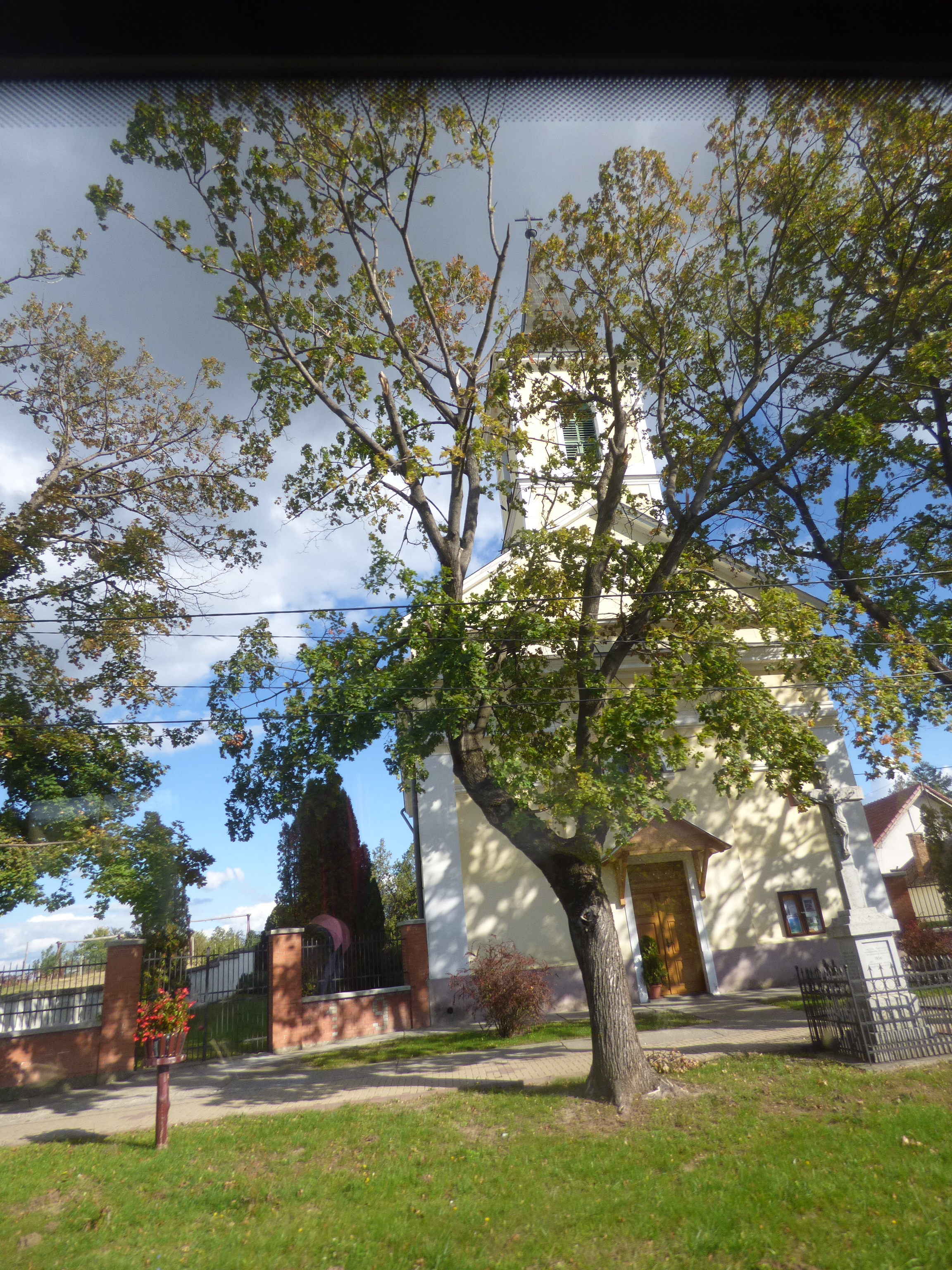
Érsekcsanád római katolikus temploma

- Református templomának a hajója 1808-ban, míg tornya 1810-ben épült.
- Keresztelő Szent János nevére szentelt római katolikus temploma 1892-ben készült el.
- A legutóbbi időkben országos ismertségre tett szert az érsekcsanádi halászlé is.[14][15]

## Híres emberek
- Itt született 1897. február 15-én Grätzer József, a Sicc – Szórakoztató időtöltések, cseles csalafintaságok című könyv és több más rejtvénykötet szerzője.
- Itt született 1917. május 5-én Losonczy Géza államminiszter, az 1956-os forradalom és szabadságharc mártírja.